# Европско првенство у воденим спортовима 2010.
Европско првенство у воденим спортовима 2010. одржано је од 4. до 15. августа 2010. у Будимпешти и језеру Балатон у Мађарској. Ово је четврти пут да је Будимпешта домаћин европског првенства, после 1926, 1958, 2006.
Такмичење је одржано у 61 дисцилини у четири водена спорта: пливању, скоковима у воду, синхроном, и даљинском пливању. Даљинско пливање је одржано на језеру Балатон, а остал три спорта у Будимпешти на Маргитсигету у спортском пливачком центру Алфред Хајош, тако названом у част Алфреду Хајошуу, првом мађарском олимпијском победнику у пливању у модерној историји Летњих олимпијских игара 1896. одржаним у Атини.
Европско првенство у ватерполу 2010. одржано је од 29. августа — 11. септембра 2010. у Загребу, у Хрватској.

## Организација
У одсуству било каквог предлога и упркос краткоће временског размака од Европском првенству у воденим спортовима 2006 оджаног у Будимпешти, предлог Будимпеште да организује првенство стигао је у последњем тренутку и прихваћен је од стране ЛЕНа, која пе прибавила потребне финансијске гаранције од Владе Мађарске., Додела домаћинства потврђена је на Конгресу ЛЕНа 27. септембра 2008. у Цириху у Швајцарској,

## Земље учеснице
На првенству постављен је рекорд са 969 учесника из 43 земаља, од којих 591 учествује у пливању, 110 даљинском пливању, 151 скоковима у воду и 117 у синхроном пливању..
| - Албанија - Немачка - Андора - Аустрија - Азербејџан - Белгија - Белорусија - Босна и Херцеговина - Бугарска - Хрватска - Кипар - Данска - Шпанија - Естонија - Финска | - Француска - Грузија - Грчка - Мађарска - Фарска Острва - Ирска - Исланд - Израел - Италија - Летонија - Литванија - Луксембург - Норвешка - Холандија | - Пољска - Португалија - Чешка - Румунија - Уједињено Краљевство - Русија - Сан Марино - Србија - Словачка - Словенија - Шведска - Швајцарска - Турска - Украјина |

## Календар такмичења
Легенда:
|  | Церемонија отварања и затвараља првенства | 1 | Testwettkampf |  | Квалификације | 2 | Финале |

Последња колона: Укупан број финала
| Календар Европског првенства у воденим спортовима 2010.0 (са бројем финала) | Календар Европског првенства у воденим спортовима 2010.0 (са бројем финала) | Календар Европског првенства у воденим спортовима 2010.0 (са бројем финала) | Календар Европског првенства у воденим спортовима 2010.0 (са бројем финала) | Календар Европског првенства у воденим спортовима 2010.0 (са бројем финала) | Календар Европског првенства у воденим спортовима 2010.0 (са бројем финала) | Календар Европског првенства у воденим спортовима 2010.0 (са бројем финала) | Календар Европског првенства у воденим спортовима 2010.0 (са бројем финала) | Календар Европског првенства у воденим спортовима 2010.0 (са бројем финала) | Календар Европског првенства у воденим спортовима 2010.0 (са бројем финала) | Календар Европског првенства у воденим спортовима 2010.0 (са бројем финала) | Календар Европског првенства у воденим спортовима 2010.0 (са бројем финала) | Календар Европског првенства у воденим спортовима 2010.0 (са бројем финала) | Календар Европског првенства у воденим спортовима 2010.0 (са бројем финала) |
|                                                                             | Ср                                                                          | Че                                                                          | Пе                                                                          | Су                                                                          | Не                                                                          | По                                                                          | Ут                                                                          | Ср                                                                          | Че                                                                          | Пе                                                                          | Су                                                                          | Не                                                                          |                                                                             |
| Август                                                                      | 4                                                                           | 5                                                                           | 6                                                                           | 7                                                                           | 8                                                                           | 9                                                                           | 10                                                                          | 11                                                                          | 12                                                                          | 13                                                                          | 14                                                                          | 15                                                                          | Укупно                                                                      |
| --------------------------------------------------------------------------- | --------------------------------------------------------------------------- | --------------------------------------------------------------------------- | --------------------------------------------------------------------------- | --------------------------------------------------------------------------- | --------------------------------------------------------------------------- | --------------------------------------------------------------------------- | --------------------------------------------------------------------------- | --------------------------------------------------------------------------- | --------------------------------------------------------------------------- | --------------------------------------------------------------------------- | --------------------------------------------------------------------------- | --------------------------------------------------------------------------- | --------------------------------------------------------------------------- |
| Отварање                                                                    |                                                                             |                                                                             |                                                                             |                                                                             |                                                                             |                                                                             |                                                                             |                                                                             |                                                                             |                                                                             |                                                                             |                                                                             |                                                                             |
| Даљинско пливање                                                            | 2                                                                           | 2                                                                           | 1                                                                           | 1                                                                           | 1                                                                           |                                                                             |                                                                             |                                                                             |                                                                             |                                                                             |                                                                             |                                                                             | 7                                                                           |
| Пливање                                                                     |                                                                             |                                                                             |                                                                             |                                                                             |                                                                             | 4                                                                           | 5                                                                           | 5                                                                           | 7                                                                           | 4                                                                           | 7                                                                           | 8                                                                           | 40                                                                          |
| Синхроно пливање                                                            |                                                                             |                                                                             |                                                                             | 2                                                                           | 2                                                                           |                                                                             |                                                                             |                                                                             |                                                                             |                                                                             |                                                                             |                                                                             | 4                                                                           |
| Скокови у воду                                                              |                                                                             |                                                                             |                                                                             |                                                                             |                                                                             | 1                                                                           | 1                                                                           | 1                                                                           | 2                                                                           | 2                                                                           | 2                                                                           | 2                                                                           | 10                                                                          |
| Затварање                                                                   |                                                                             |                                                                             |                                                                             |                                                                             |                                                                             |                                                                             |                                                                             |                                                                             |                                                                             |                                                                             |                                                                             |                                                                             |                                                                             |
| Финала                                                                      | 2                                                                           | 2                                                                           | 1                                                                           | 3                                                                           | 3                                                                           | 4                                                                           | 6                                                                           | 6                                                                           | 9                                                                           | 6                                                                           | 9                                                                           | 10                                                                          | 61                                                                          |

## Резултати

### Пливање

#### Мушкарци
| Дисциплина       | Злато | Злато       | Сребро                                                                            | Сребро   | Бронза                                                                                  | Бронза   |
| 50 м слободно    | Фредерик Буске · Француска                                                                                              | 21,49       | Стефан Нистранд · Шведска                                                         | 21,69    | Фабјен Жило · Француска                                                                 | 21,76    |
| 100 м слободно   | Ален Бернар · Француска                                                                                                 | 48,49       | Јевгениј Лагунов · Русија                                                         | 48,52    | Вилијам Менар · Француска                                                               | 48,56    |
| 200 м слободно   | Паул Бидерман · Немачка                                                                                                 | 1:46,06     | Никита Лобинцев · Русија                                                          | 1:46,51  | Себастијан Версхурен · Холандија                                                        | 1:46,91  |
| 400 м слободно   | Јаник Ањел · Француска                                                                                                  | 3:46,17     | Паул Бидерман · Немачка                                                           | 3:46,30  | Герге Киш · Мађарска                                                                    | 3:48,14  |
| 800 м слободно   | Себастјен Руо · Француска                                                                                               | 7:48,28 РЕП | Кристијан Кубуш · Немачка                                                         | 7:49,12  | Самуел Пицети · Италија                                                                 | 7:49,94  |
| 1.500 м слободно | Себастјен Руо · Француска                                                                                               | 14:55,17    | Пал Јенсен · Фарска Острва                                                        | 14:56,90 | Самуел Пицети · Италија                                                                 | 14:59,76 |
|                  | |             |                                                                                   |          |                                                                                         |          |
| 50 м леђно       | Камиј Лакур · Француска                                                                                                 | 24,07       | Лијам Танкок · Уједињено Краљевство                                               | 24,70    | Гај Барнеа · Израел                                                                     | 25,04    |
| 100 м леђно      | Камиј Лакур · Француска                                                                                                 | 52,11 ЕР    | Жереми Стравијус · Француска                                                      | 53,44    | Лијам Танкок · Уједињено Краљевство                                                     | 53,86    |
| 200 м леђно      | Станислав Донец · Русија                                                                                                | 1:57,18     | Маркус Роган · Аустрија                                                           | 1:57,31  | Бенжамен Стазили · Француска                                                            | 1:57,37  |
|                  | |             |                                                                                   |          |                                                                                         |          |
| 50 м прсно       | Фабио Скоцоли · Италија                                                                                                 | 27,38       | Драгош Агаке · Румунија                                                           | 27,47    | Ленарт Стекеленбург · Холандија                                                         | 27,51    |
| 100 м прсно      | Александар Дале Ен · Норвешка                                                                                           | 59,20 РЕП   | Иг Дибок · Француска                                                              | 1:00,15  | Фабио Скоцоли · Италија                                                                 | 1:00,41  |
| 200 м прсно      | Данијел Ђурта · Мађарска                                                                                                | 2:08,95 РЕП | Александар Дале Ен · Норвешка                                                     | 2:09,68  | Иг Дибок · Француска                                                                    | 2:11,03  |
|                  | |             |                                                                                   |          |                                                                                         |          |
| 50 м делфин      | Рафаел Муњоз · Шпанија                                                                                                  | 23,17       | Фредерик Буке · Француска                                                         | 23,41    | Јевгениј Коротишкин · Русија                                                            | 23,43    |
| 100 м делфин     | Јевгениј Коротишкин · Русија                                                                                            | 51,73 РЕП   | Јури Верлинден · Холандија                                                        | 51,82    | Конрад Черњак · Пољска                                                                  | 52,16    |
| 200 м делфин     | Павел Кожењовски · Пољска                                                                                               | 1:55,00     | Николај Скворцов · Русија                                                         | 1:56,13  | Јоанис Дримонакос · Грчка                                                               | 1:57,10  |
|                  | |             |                                                                                   |          |                                                                                         |          |
| 200 м мешовито   | Ласло Чех · Мађарска | 1:57,73 РЕП | Маркус Роган · Аустрија                                                           | 1:58,03  | Џо Робак · Уједињено Краљевство                                                         | 1:59,46  |
| 400 м мешовито   | Ласло Чех · Мађарска | 4:10,95     | Давид Верасто · Мађарска                                                          | 4:12,96  | Гал Нево · Израел                                                                       | 4:15,10  |
|                  | |             |                                                                                   |          |                                                                                         |          |
| 4×100 м слободно | Јевгениј Лагунов · Андреј Гречин° · Никита Лобинцев · Данила Изотов° · Сергеј Фесиков* · Александар Сухоруков* · Русија | 3:12,46 РЕП | Фабјен Жило · Јаник Ањел · Вилијам Менар · Ален Бернар · Француска                | 3:13,29  | Стефан Нистранд · Ларс Фреландер · Робин Андерсон · Јонас Персон · Шведска              | 3:15,07  |
| 4×200 м слободно | Никита Лобинцев · Данила Изотов · Сергеј Перунин · Александар Сухоруков · Русија                                        | 7:06.71 РЕП | Паул Бидерман · Тим Валбургер · Робин Бакхаус · Клеменс Рап · Немачка             | 7:08,13  | Јаник Ањел · Клеман Лефер · Антон Арамбуре · Жереми Стравијус · Француска               | 7:09,70  |
|                  | |             |                                                                                   |          |                                                                                         |          |
| 4×100 м мешовито | Камиј Лакур · Иг Дибок · Фредерик Буке · Фабјен Жило · Француска                                                        | 3:31,32 РЕП | Станислав Донец · Роман Слуднов · Јевгениј Коротишкин · Јевгениј Лагунов · Русија | 3:33,29  | Ник Дриберген · Ленарт Стекеленбург · Јури Верлинден · Себастијан Версхурен · Холандија | 3:33,99  |

° такмичари штафете који су пливали у финалу, а нису пливали у квалификацијама

* такмичари штафете који су пливали у квалификацијама, а нису пливали у финалу

#### Жене
| Дисциплина       | Злато                                                                            | Злато       | Сребро                                                                               | Сребро   | Бронза                                                                             | Бронза   |
| 50 м слободно    | Тереза Алсхамар · Шведска                                                        | 24,45       | Хинкелин Шредер · Холандија                                                          | 24,66    | Франческа Халсол · Уједињено Краљевство                                            | 24,67    |
| 100 м слободно   | Франческа Халсол · Уједињено Краљевство                                          | 53,58       | Александра Герасимова · Белорусија                                                   | 53,82    | Фемке Хемскерк · Холандија                                                         | 54,12    |
| 200 м слободно   | Федерика Пелегрини · Италија                                                     | 1:55,45 РЕП | Зилке Липок · Немачка                                                                | 1:56,98  | Агнеш Мутина · Мађарска                                                            | 1:57,12  |
| 400 м слободно   | Ребека Адлингтон · Great Britain                                                 | 4:04,55     | Офели-Сирјел Етјен · Француска                                                       | 4:05,40  | Лоте Фрис · Данска                                                                 | 4:07,10  |
| 800 м слободно   | Лоте Фрис · Данска                                                               | 8:23,27     | Офели-Сирјел Етјен · Француска                                                       | 8:24,00  | Федерика Пелегрини · Италија                                                       | 8:24,99  |
| 1.500 м слободно | Лоте Фрис · Данска                                                               | 15:59,13    | Гранје Мерфи · Ирска                                                                 | 16:02,29 | Ерика Виљаесиха Гарсија · Шпанија                                                  | 16:05,08 |
|                  |                                                                                  |             |                                                                                      |          |                                                                                    |          |
| 50 м леђно       | Александра Герасимења · Белорусија                                               | 27,64 РЕП   | Данијела Замулски · Немачка                                                          | 27,99    | Мерседес Перис · Шпанија                                                           | 28,01    |
| 100 м леђно      | Џема Спофорт · Уједињено Краљевство                                              | 59,80       | Елизабет Симондс · Уједињено Краљевство                                              | 1:00,19  | Јени Менсинг · Немачка                                                             | 1:00,72  |
| 200 м леђно      | Елизабет Симондс · Уједињено Краљевство                                          | 2:07,04     | Џема Спофорт · Уједињено Краљевство                                                  | 2:08,25  | Дуане да Роча Марсе · Шпанија                                                      | 2:10,46  |
|                  |                                                                                  |             |                                                                                      |          |                                                                                    |          |
| 50 м прсно       | Јулија Јефимова · Русија                                                         | 30,29 РЕП   | Кејт Хејвуд · Уједињено Краљевство                                                   | 31,12    | Јени Јохансон · Шведска                                                            | 31,24    |
| 100 м прсно      | Јулија Јефимова · Русија                                                         | 1:06,32     | Рике Мелер Педерсен · Данска · Јени Јохансон · Шведска                               | 1:07,36  |                                                                                    |          |
| 200 м прсно      | Анастасија Чаун · Русија                                                         | 2:23,50 РЕП | Сара Норденстам · Норвешка                                                           | 2:24,42  | Рике Мелер Педерсен · Данска                                                       | 2:24,99  |
|                  |                                                                                  |             |                                                                                      |          |                                                                                    |          |
| 50 м делфин      | Тереза Алсхамар · Шведска                                                        | 25,63       | Жанет Отесен · Данска                                                                | 25,69    | Мелани Аник · Француска                                                            | 26,09    |
| 100 м делфин     | Сара Шестрем · Шведска                                                           | 57,32       | Франческа Халсол · Уједињено Краљевство                                              | 57,40    | Тереза Алсхамар · Шведска                                                          | 57,80    |
| 200 м делфин     | Катинка Хосу · Мађарска                                                          | 2:06,71     | Жужана Јакабош · Мађарска                                                            | 2:07,06  | Елен Ганди · Уједињено Краљевство                                                  | 2:07,54  |
|                  |                                                                                  |             |                                                                                      |          |                                                                                    |          |
| 200 м мешовито   | Катинка Хосу · Мађарска                                                          | 2:10,09 РЕП | Евелин Верасто · Мађарска                                                            | 2:10,10  | Хана Мајли · Уједињено Краљевство                                                  | 2:10,89  |
| 400 м мешовито   | Хана Мајли · Уједињено Краљевство                                                | 4:33,09 РЕП | Катинка Хосу · Мађарска                                                              | 4:36,43  | Жужана Јакабош · Мађарска                                                          | 4:37,92  |
|                  |                                                                                  |             |                                                                                      |          |                                                                                    |          |
| 4×100 м слободно | Данијела Замулски · Зилке Липок · Лиза Витинг · Данијела Шрајбер · Немачка       | 3:37,72     | Ејми Смит · Франческа Халсол · Џесика Силвестер · Џоун Џексон · Уједињено Краљевство | 3:38,57  | Јозефин Лилхаге · Тереза Алсхамар · Сара Шестрем · Габријела Фагундез · Шведска    | 3:38,81  |
| 4×200 м слободно | Агнеш Мутина · Естер Дара · Катинка Хосу · Евелин Верасто · Мађарска             | 7:52,49     | Корали Балми · Офели-Сирјел Етјен · Маего Фарел · Камиј Мифа · Француска             | 7:52,69  | Рибека Адлингтон · Џазмин Карлин · Хана Мајли · Џоун Џексон · Уједињено Краљевство | 7:55,29  |
|                  |                                                                                  |             |                                                                                      |          |                                                                                    |          |
| 4×100 м мешовито | Џема Спофорт · Кејт Хејвуд · Франческа Халсол · Ејми Смит · Уједињено Краљевство | 3:59,72     | Хенријета Стенквист · Јолине Хестман · Тереза Алсхамар · Сара Шестрем · Шведска      | 4:01,18  | Јени Менсинг · Каролине Рунау · Данијела Замулски · Зилке Липок · Немачка          | 4:03,22  |

#### Биланс медаља
| Ранг | Држава               | Злато | Сребро | Бронза | Укупно |
| 1    | Француска            | 8     | 7      | 6      | 21     |
| 2    | Русија               | 7     | 4      | 1      | 12     |
| 3    | Уједињено Краљевство | 6     | 6      | 6      | 18     |
| 4    | Мађарска             | 6     | 4      | 3      | 13     |
| 5    | Шведска              | 3     | 3      | 4      | 10     |
| 6    | Немачка              | 2     | 5      | 2      | 9      |
| 7    | Данска               | 2     | 2      | 2      | 6      |
| 8    | Италија              | 2     | 0      | 4      | 6      |
| 9    | Норвешка             | 1     | 2      | 0      | 3      |
| 10   | Белорусија           | 1     | 1      | 0      | 2      |
| 11   | Шпанија              | 1     | 0      | 3      | 4      |
| 12   | Пољска               | 1     | 0      | 1      | 2      |
| 13   | Холандија            | 0     | 2      | 4      | 6      |
| 14   | Аустрија             | 0     | 2      | 0      | 2      |
| 15   | ФАО                  | 0     | 1      | 0      | 1      |
| 15   | Ирска                | 0     | 1      | 0      | 1      |
| 15   | Румунија             | 0     | 1      | 0      | 1      |
| 18   | Израел               | 0     | 0      | 2      | 2      |
| 19   | Грчка                | 0     | 0      | 1      | 1      |
|      | Укупно               | 40    | 41     | 39     | 120    |

### Скокови у воду

#### Мушкарци
| Дисциплина            | Злато                                  | Злато  | Сребро                                  | Сребро | Бронза                                        | Бронза |
| 1 м даска             | Иља Кваша · Украјина                   | 433,90 | Патрик Хаусдинг · Немачка               | 430,25 | Хавијер Иљана · Шпанија                       | 414,35 |
| 3 м даска             | Патрик Хаусдинг · Немачка              | 463,20 | Иља Захаров · Русија                    | 458,15 | Јевгениј Кузњецов · Русија                    | 455,80 |
| 3 м даска парови      | Патрик Хаусдинг · Немачка              | 463,20 | Иља Захаров · Русија                    | 458,15 | Јевгениј Кузњецов · Русија                    | 455,80 |
| 10 м платформа        | Саша Клајн · Немачка                   | 534,85 | Патрик Хаусдинг · Немачка               | 516,45 | Вадим Каптур · Белорусија                     | 515,80 |
| 10 м платформа парови | Саша Клајн · Патрик Хаусдинг · Немачка | 478,11 | Виктор Минибајев · Иља Захаров · Русија | 466,95 | Тимофеј Хордејчик · Вадим Каптур · Белорусија | 426,03 |

#### Жене
| Дисциплина            | Злато                                     | Злато  | Сребро                                       | Сребро | Бронза                                                 | Бронза |
| 1 м даска             | Тања Кањото · Италија                     | 299,70 | Ана Линдберг · Шведска                       | 293,70 | Анастасија Поздњакова · Русија                         | 282,65 |
| 3 м даска             | Надежда Бажина · Русија                   | 324,10 | Анастасија Поздњакова · Русија               | 316,40 | Нора Барта · Мађарска                                  | 291,75 |
| 3 м даска парови      | Тања Кањото · Франческа Далапе · Италија  | 327,90 | Олена Федорова · Хана Писменска · Украјина   | 312,00 | Анастасија Поздњакова · Светлана Филипова · Русија     | 307,50 |
| 10 м платформа        | Кристин Стојер · Немачка                  | 354,50 | Ноеми Батки · Италија                        | 343,80 | Јулија Колтунова · Русија                              | 340,45 |
| 10 м платформа парови | Кристин Стојер · Нора Субшински · Немачка | 319,68 | Јулија Прокопчук · Алина Чаплонко · Украјина | 306,30 | Моник Гладинг · Меган Силвестер · Уједињено Краљевство | 300,66 |

#### Биланс медаља
| Ранг | Држава               | Злато | Сребро | Бронза | Укупно |
| 1    | Немачка              | 5     | 3      | 0      | 8      |
| 2    | Украјина             | 2     | 2      | 0      | 4      |
| 3    | Италија              | 2     | 1      | 0      | 3      |
| 4    | Русија               | 1     | 3      | 5      | 9      |
| 5    | Шведска              | 0     | 1      | 0      | 1      |
| 6    | Белорусија           | 0     | 0      | 2      | 1      |
| 7    | Уједињено Краљевство | 0     | 0      | 1      | 1      |
| 7    | Мађарска             | 0     | 0      | 1      | 1      |
| 7    | Шпанија              | 0     | 0      | 1      | 1      |
|      | Укупно (9)           | 10    | 10     | 10     | 30     |

### Синхроно пливање
| Дисциплина  | Злато | Злато  | Сребро | Сребро | Бронза | Бронза |
| Појединачно | Наталија Ишченко · Русија | 98.900 | Андреа Фуентес · Шпанија | 96.600 | Лолита Ананасова · Украјина | 93.000 |
| Парови      | Наталија Ишченко · Светлана Ромашина · Русија | 98.700 | Она Карбонељ · Андреа Фуентес · Шпанија | 96.700 | Дарја Јушко · Ксенија Сидоренко · Украјина | 93.400 |
| Екипно      | Наталија Ишченко · Елвира Хасјанова · Дарја Коробова · Александра Пацкевич · Светлана Ромашина · Аља Шишкина · Анжелика Тимањина · Александра Зујева · Русија                                      | 99.000 | Клара Басијана · Алба Кабељо · Она Карбонељ · Маргалида Креспи · Андреа Фуентес · Таис Енрикез · Паула Кламбург · Кристина Салвадор · Шпанија                                      | 96.900 | Лолита Анастасова · Иња Хилер · Олена Хречихина · Јулија Марјанко · Олександра Сабада · Катерина Садурска · Ксенија Сидоренко · Хана Олошина · Украјина                                     | 92.800 |
| Комбинација | Анастасија Јермакова · Наталија Ишченко · Елвира Хасјанова · Дарја Коробова · Олга Кужела · Александра Пацкевич · Светлана Ромашина · Аља Шишкина · Анжелика Тимањина · Александра Зујева · Русија | 98.300 | Клара Басијана · Алба Кабељо · Она Карбонељ · Маргалида Креспи · Андреа Фуентес · Таис Енрикез · Паула Кламбург · Irene Montrucchio · Ирина Родригес · Кристина Салвадор · Шпанија | 97.000 | Лолита Анастасова · Инга Гилјер · Олена Гречикњина · Дарија Јушко · Олга Кондрашова · Јулија Марјанко · Олександра Сабада · Катерина Садурска · Ксенија Сидоренко · Ана Волошина · Украјина | 94.100 |

#### Биланс медаља
| Ранг   | Држава   | Злато | Сребро | Бронза | Укупно |
| 1      | Русија   | 4     | 0      | 0      | 4      |
| 2      | Шпанија  | 0     | 4      | 0      | 4      |
| 3      | Украјина | 0     | 0      | 4      | 4      |
| Укупно | Укупно   | 4     | 4      | 4      | 12     |

### Даљинско пливаље

#### Мушкарци
| Дисциплина | Злато                   | Злато     | Сребро                      | Сребро    | Бронза                                             | Бронза    |
| 5 км       | Лука Ферети · Италија   | 58:43,4   | Симоне Ерколи · Италија     | 59:00,5   | Симоне Руфини · Италија · Спиридон Јонатис · Грчка | 59:15,1   |
| 10 км      | Томас Лурц · Немачка    | 1:54:22,5 | Валерио Клери · Италија     | 1:54:25,8 | Јевгениј Драцев · Русија                           | 1:54:26,6 |
| 25 км      | Валерио Клери · Италија | 5:16:38,3 | Бертран Вентури · Француска | 5:16:54,7 | Жоан Едел · Француска                              | 5:18:57,6 |

#### Жене
| Дисциплина | Злато                           | Злато     | Сребро                  | Сребро    | Бронза                     | Бронза    |
| 5 км       | Јекатерина Селверстова · Русија | 1:02:34,7 | Калиопи Араузу · Грчка  | 1:02:37,3 | Маријана Лумперта · Грчка  | 1:02:41,3 |
| 10 км      | Линси Хајстер · Холандија       | 2:01:06,7 | Ђорђа Конзиљо · Италија | 2:01:07,6 | Ангела Маурер · Немачка    | 2:01:08,2 |
| 25 км      | Олга Бережњева · Украјина       | 5:48:10,2 | Ангела Маурер · Немачка | 5:48:10,3 | Мартина Грималди · Италија | 5:48:30,8 |

#### Биланс медаља
| Ранг   | Држава    | Злато | Сребро | Бронза | Укупно |
| 1      | Италија   | 2     | 4      | 2      | 8      |
| 2      | Грчка     | 1     | 1      | 2      | 4      |
| 3      | Немачка   | 1     | 1      | 1      | 3      |
| 4      | Русија    | 1     | 0      | 2      | 3      |
| 5      | Холандија | 1     | 0      | 0      | 1      |
| 5      | Украјина  | 1     | 0      | 0      | 1      |
| 7      | Француска | 0     | 1      | 1      | 2      |
| Укупно | Укупно    | 7     | 7      | 8      | 22     |

## Укупни биланс медаља
Домаћин је посебно обележен
| Ранг        | Држава               | Злато | Сребро | Бронза | Укупно |
| 1           | Русија               | 13    | 7      | 8      | 28     |
| 2           | Немачка              | 8     | 9      | 3      | 20     |
| 3           | Француска            | 8     | 8      | 7      | 23     |
| 4           | Уједињено Краљевство | 6     | 6      | 7      | 19     |
| 5           | Италија              | 6     | 5      | 6      | 17     |
| 6           | Мађарска             | 6     | 4      | 4      | 14     |
| 7           | Шведска              | 3     | 4      | 4      | 11     |
| 8           | Украјина             | 3     | 2      | 4      | 9      |
| 9           | Данска               | 2     | 2      | 2      | 6      |
| 10          | Шпанија              | 1     | 4      | 4      | 9      |
| 11          | Холандија            | 1     | 2      | 4      | 7      |
| 12          | Норвешка             | 1     | 2      | 0      | 3      |
| 13          | Грчка                | 1     | 1      | 3      | 5      |
| 14          | Белорусија           | 1     | 1      | 2      | 4      |
| 15          | Пољска               | 1     | 0      | 1      | 2      |
| 16          | Аустрија             | 0     | 2      | 0      | 2      |
| 17          | Фарска Острва        | 0     | 1      | 0      | 1      |
| 17          | ИРС                  | 0     | 1      | 0      | 1      |
| 17          | РУМ                  | 0     | 1      | 0      | 1      |
| 20          | Израел               | 0     | 0      | 2      | 2      |
| Укупно (20) | Укупно (20)          | 61    | 62     | 61     | 184    |